# Masters de Cincinnati 1974
El Abierto de Cincinnati 1974 fue un torneo de tenis jugado sobre pista dura. Fue la edición número 74 de este torneo. El torneo masculino formó parte del circuito  ATP. Se celebró entre el 31 de julio y el ¿? de agosto de 1974.

## Campeones

### Individuales masculinos
Marty Riessen vence a  Robert Lutz, 7–6, 7–6.

### Dobles masculinos
Dick Dell /  Sherwood Stewart vencen a  Jim Delaney /  John Whitlinger, 4–6, 7–6, 6–2.
| Predecesor: Cincinnati 1973 | Masters de Cincinnati 1974 | Sucesor: Cincinnati 1975 |